# Larbaâ
Larbaâ är en ort i Algeriet.   Den ligger i provinsen Batna, i den norra delen av landet, 23 km söder om huvudstaden Alger. Larbaâ ligger 100 meter över havet och antalet invånare är 69 298.
Terrängen runt Larbaâ är kuperad åt sydost, men åt nordväst är den platt.Runt Larbaâ är det tätbefolkat, med 511 invånare per kvadratkilometer. Närmaste större samhälle är Bab Ezzouar, 18,1 km norr om Larbaâ. Trakten runt Larbaâ består till största delen av jordbruksmark.